# Wernigerode
Wernigerode este o localitate în districtul Harz , landul Sachsen-Anhalt , Germania.